# Hansisch-Niederländischer Krieg
Der Hansisch-Niederländische Krieg von 1438 bis 1441 war ein Krieg zwischen dem Städtebund Hanse und der Grafschaft Holland.

## Vorgeschichte
Die holländischen Kaufleute umgingen im Ostseeraum nach Möglichkeit die Stapelgebote der Hanse und suchten als Umlandfahrer den unmittelbaren Weg zu den Konsumenten und Produzenten. Dieses Vorgehen untergrub das hansische Zwischenhandelsmonopol und bewirkte entsprechende finanzielle Einbußen.
Einen ersten Zwischenfall gab es 1422, als ein Geschwader der wendischen Städte in den Sund eindrang und dort holländische Heringsfänger manövrierunfähig machte. Als Begründung wurde angegeben, der dänische König könnte die Fahrzeuge für den Kampf gegen die Hanse chartern.
In den folgenden Jahren konnten die Holländer ihre Stellung im Ostseeraum ausbauen. Die Hanse reagierte mit restriktiven Maßnahmen. 1436 untersagten die wendischen Städte ihren Schiffen die Fahrt nach Holland und Flandern. Es kam zu diplomatischen Aktivitäten mit einem lebhaften Schriftverkehr, jedoch ohne Ergebnis. Bei den entsprechenden Friedensverhandlungen 1437 in Deventer wurde Lübeck durch den Ratsherrn Jakob Bramstede vertreten.
Am 7. April 1438 gestattete Herzog Philipp der Gute den Holländern die Kaperei gegen die sechs wendischen Städte (Hamburg, Lübeck, Lüneburg, Greifswald, Stettin und Anklam) sowie den Herzog von Holstein.
Am 23. April 1438 informierte die Hanse ihre Städte über einen bevorstehenden Krieg mit Holland und forderte zur Einstellung der Schifffahrt nach Flandern, Holland und Seeland auf.

## Kriegsverlauf
Holland war zur See noch nicht stark genug, um sich einen offenen Kampf mit Hanseverbänden zu liefern und musste sich auf die Kaperei beschränken. Auf der anderen Seite blieben die wendischen Städte auf sich gestellt, denn trotz wiederholter Aufforderung Lübecks beteiligten sich die übrigen Hansestädte nicht an den Kampfhandlungen.
Die Anstrengungen von Herzog, Rat und Ritterschaft von Holland und Seeland ermöglichten es, dass schon am 22. Juni 1438 eine aus 54 großen und 50 kleinen Schiffen bestehende Kaperflotte unter Hendrik van Borsselen aus Rotterdam auslaufen konnte. Obwohl er auf der Hinfahrt den neutral gebliebenen Hansestädten freies Geleit zugesagt hatte, überfiel er überraschend bei Brest eine preußische Baiensalzflotte und brachte 23 preußische und livländische Schiffe auf. Die dort befindlichen elf Schiffe der wendischen Städte hatten sich beim Erscheinen der Kaperflotte rechtzeitig in den Hafen zurückgezogen.
Die neutralen Hansestädte erhoben Schadenersatzansprüche, doch trotz ihrer Empörung schlossen sie sich auch jetzt nicht dem Krieg der von Lübeck angeführten wendischen Städte an. Vielmehr arretierten sie aus Unmut über die Sperrmaßnahmen der wendischen Städte im Sund deren Güter in Preußen.
Nach der Eisperiode nahmen im Frühjahr 1439 beide Seiten den Kaperkrieg auf. Im Mittelpunkt stand die Sundpassage, wo sowohl das Geleit der eigenen Handelsschiffe gewährleistet als auch das Aufbringen gegnerischer Schiffe angestrebt wurde.
Zu dieser Zeit traf Christoph, der künftige Herrscher der drei nordischen Reiche, in Lübeck ein. Er erlangte die Unterstützung der wendischen Städte, indem er sich unter anderem verpflichtete, gegen Holland vorzugehen, den Sundzoll aufzuheben und den Ständen ihre Privilegien zu bestätigen. Im Gegenzug bot Christophs Rivale Erich von Pommern den Holländern und Philipp dem Guten ein Bündnis an, um auf den dänischen Thron zurückzukehren. 
Als im Frühjahr 1440 die Kampfhandlungen wieder aufgenommen wurden, erschien eine holländische Flotte, doch es gelang Christoph zuvor mit Hilfe einer hansischen Flotte, seinen Gegner zu besiegen. Die holländische Flotte lag bei Marstrand vor Anker, wurde aber rechtzeitig gewarnt und konnte sich durch Rückzug retten.
Nachdem Christoph seinen Thron gesichert hatte, rückte er mehr und mehr von der Hanse ab und begünstigte zunehmend die Holländer. Der Kaperkrieg wurde bis Kriegsende von beiden Seiten fortgesetzt.

## Friedensschluss
Mit dem Frieden von Kopenhagen endete der Hansisch-niederländische Krieg. Der auf zehn Jahre befristete Vertrag wurde im Jahr 1441 in Kopenhagen von den Städten der Hanse unter Führung des Lübecker Ratsherrn und späteren Lübecker Bürgermeisters Johann Lüneburg und den Holländern unterzeichnet. 
Im Vertrag verpflichteten sich die niederländischen Städte zum Ersatz beziehungsweise zur Rückgabe von 22 Schiffen der preußischen und livländischen Hansestädte. Die Holländer zahlten weiterhin 5.000 Gulden an König Christoph III. von Dänemark und verpflichteten sich gegenüber den wendischen Städten der Hanse, allen diesen entstandenen Schaden zu ersetzen. Andererseits mussten die wendischen Städte den Holländern gegenseitige Verkehrsfreiheit zugestehen und alle einschränkenden Maßnahmen aufheben. Damit war die hansische Monopolstellung im Ostseeraum untergraben.